# جاستن كلاينر
جاستن كلاينر (بالإنجليزية: Justin Kleiner)‏ هو موسيقي أمريكي، ولد في 1985.

## وصلات خارجية
- الموقع الرسمي